# Calder (Saskatchewan)
Calder es un pueblo canadiense situado en la provincia de Saskatchewan.

## Superficie
Calder tiene una superficie de 0,75 km².

## Demografía
En 2021, tenía 81 habitantes, una densidad poblacional de 108 hab./km², y 62 viviendas.